# Kärrtorp
Kärrtorp – dzielnica (stadsdel) Sztokholmu, położona w jego południowej części (Söderort) i wchodząca w skład stadsdelsområde Skarpnäck. Graniczy z dzielnicami Bagarmossen, Skarpnäcks gård, Enskededalen, Gamla Enskede, Hammarbyhöjden i Björkhagen oraz z gminą Nacka.
Według danych opublikowanych przez gminę Sztokholm, 31 grudnia 2020 r. Kärrtorp liczył 5079 mieszkańców. Powierzchnia dzielnicy wynosi 1,04 km².
Kärrtorp jest jedną ze stacji na zielonej linii (T17) sztokholmskiego metra.